# Desorber
Desorber (warnik) – ogrzewany zbiornik chłodziarki absorpcyjnej służący do odparowywania czynnika chłodniczego z jego stężonego roztworu.